# 高島新太郎
高島 新太郎（たかしま しんたろう、1938年12月2日 - ）は、日本の俳優。

## 来歴・人物
東京市出身。成城大学経済学部中の1958年に東映ニューフェイスの第5期に合格。同期には梅宮辰夫・八代万智子・応蘭芳・小嶋一郎・滝川潤がいる。
東映へ入社後、顔立ちが大映の勝新太郎に似ていたこともあり、里見浩太郎・沢村精四郎・伏見扇太郎らと共に東映時代劇映画の若手二枚目スターとして活躍。しかし1963年に突如東映を退社。活動のメインをテレビに移す。この時に芸名を高島 英志郎に改める。
改名してからは現代もののドラマに多く出演したが、『特別機動捜査隊』にレギュラーで出るようになって久しい1968年に再度芸名を高島 弘行に改名。
番組で共演した北原隆・滝川潤・松原光二とフォア・ジャスメンというユニットを結成し、レコードデビューをしたこともあったが、次第に役には恵まれなくなり、芸名を再び新太郎に戻すもかつての勢いはなく、番組降板から間も無く引退した。

## 出演作品

### 映画
- 血槍無双 （1959年） - 間十次郎
- 里見八犬傳 （1959年） - 犬川荘助
- いろは若衆 花駕篭峠 （1959年） - 己之吉
- 長七郎旅日記 魔の影法師 （1959年） - 彦四郎
- ひばりの森の石松 （1960年） - 田宮鉄之助
- 壮烈新選組 幕末の動乱 （1960年） - 北条市之進

### テレビドラマ
- 新書太閤記（1959年）
- 雪麿一本刀 （1961年）- 雪麿 役
- 風雲黒潮丸（1961年 - 1962年）- 南原夢若丸 役
- 青年同心隊（1964年 - 1965年、TBS）- 黒木荘司 役
- 特別機動捜査隊
  - 山崎刑事 役（1966年 - 1971年）
  - 第326話「密月旅行（1968年）- 浅見刑事 役
- ウルトラQ 第7話「SOS富士山」（1966年）- タケル 役
- アタック拳（1966年）- 安宅拳太郎 役
- 時代活劇シリーズ・風 第19話「すばらしい明日」（1967年）- 間英之進 役
- 青空に叫ぼう 第18話「みんなで叩け!!」（1967年）
- 大江戸捜査網 第10話「天狗に踊る黒い影」（1970年）

ほか